# Leptoclinides placidus
Leptoclinides placidus är en sjöpungsart som beskrevs av Kott 200. Leptoclinides placidus ingår i släktet Leptoclinides och familjen Didemnidae. Inga underarter finns listade i Catalogue of Life.